# Ibn Mutarrif al-Tarafi
 (octobre 2022).
Si vous disposez d'ouvrages ou d'articles de référence ou si vous connaissez des sites web de qualité traitant du thème abordé ici, merci de compléter l'article en donnant les références utiles à sa vérifiabilité et en les liant à la section « Notes et références ».
Ibn Muṭarrif aṭ-Ṭarafī (en arabe : ابن مطرف الطرفي), né en 997 et mort en 1062, est l’auteur andalou d’Histoires des prophètes.